# Římskokatolická farnost Charváty
Římskokatolická farnost Charváty je územní společenství římských katolíků s farním kostelem svatého Jana Křtitele v děkanátu Olomouc.

## Historie farnosti
Nejstarší část obce Charváty, Čertoryje, je poprvé zmiňována roku 1234, ostatní části pak v polovině 14. století. Farní kostel sv. Jana Křtitele byl vystavěn v renesančním stylu v roce 1582 (v roce 1882 vyhořel a po opravě získal dnešní podobu). Na počátku 17. století byl zdejším farářem sv. Jan Sarkander.

## Duchovní správci
V letech 1611 až 1612 zde jako farář působil Jan Sarkander. K listopadu 2018 je administrátorem excurrendo  PhDr. ThLic. Lic.SL Jan Kornek. 

## Bohoslužby
| Kostel                | Místo    | Bohoslužba (den)            | Hodina                         | Poznámka     |
| --------------------- | -------- | --------------------------- | ------------------------------ | ------------ |
| svatého Jana Křtitele | Charváty | neděle středa čtvrtek pátek | 7.30 18.00 (zima)/19.00 (léto) | farní kostel |

## Aktivity ve farnosti
Každoročně se ve farnosti koná tříkrálová sbírka, v roce 2017 se při ní vybralo 51 816 korun.